# Selenechinus armatus
Selenechinus
Genre
Espèce
Synonymes
- Echinus armatus de Meijere, 1903[1]

Selenechinus armatus, unique représentant du genre Selenechinus, est une espèce d’oursins réguliers de la famille qui est endémique des Philippines.

## Description
Ce sont des oursins réguliers : le test (coquille) est arrondi (légèrement hémisphérique de profil), avec le péristome (bouche) située au centre de la face orale (inférieure) et le périprocte (complexe d'organes contenant l'anus et les pores génitaux) à l'opposé, au sommet de la face aborale (supérieure).

## Distribution et habitat
Cette espèce est endémique des Philippines.